# Radmirje
Radmirje – wieś w Słowenii, w gminie Ljubno. W 2018 roku liczyła 442 mieszkańców.

## Zabytki

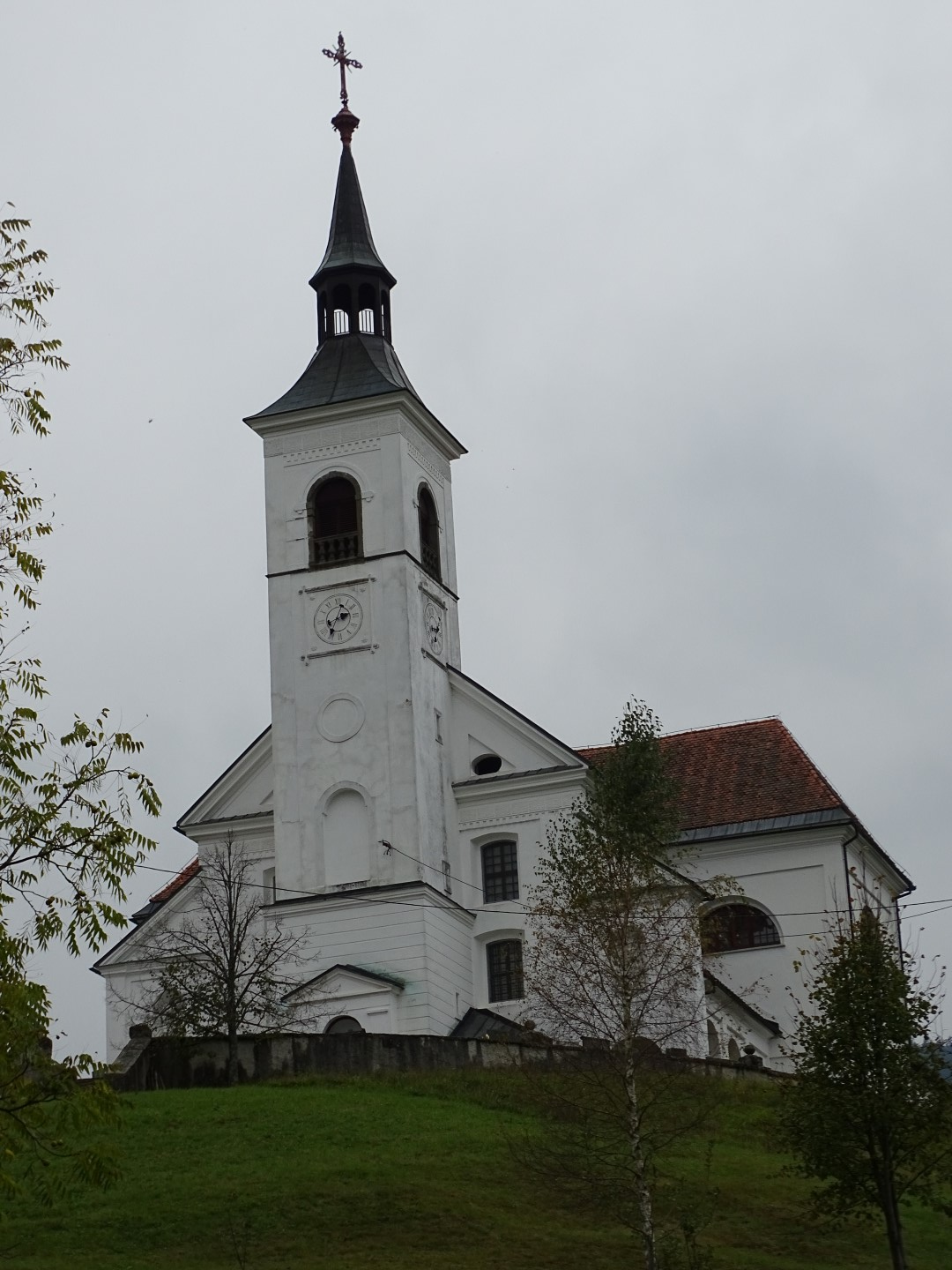
Kościół pw św. Franciszka Ksawerego

- Kościół pw św. Franciszka Ksawerego w którego skarbcu przechowywane są bogate szaty liturgiczne - dar królów Polski i Francji oraz złoty kielich dar Marii Teresy Habsburg[2].
- Kościół pw. Archanioła Michała, po raz pierwszy wzmiankowany w dokumentach z 1395  roku, przebudowany w XVI wieku.